# 옛날 옛적에 훠어이 훠이
《옛날 옛적에 훠어이 훠이》는 소설가인 최인훈(崔仁勳, 1933-  )의 두번째 희곡 작품이다. 1976년 가을 '산하(山河)' 공연, 표재순(表在淳) 연출. 평안도 지방에 전래되어 온 '장수설화'를 바탕으로 한민족의 비극성을 보편적인 인류의 비극성과 연결시킨 역작(力作)이다. 장수설화와 동형인 출애급기(出埃及記)의 바스까제(際)뿐만 아니라 신구약 성서에 나타나 있는 상징체계는 메시아의 탄생, 죽음, 그리고 부활이다. 작가는 이런 사고의 바탕에서 고난에 찬 한국인의 비극적 삶과 죽음을 격조 높게 묘사하였다. 사는 데 주눅이 들어 말더듬이까지 된 주인공이 어쩌다 장가를 들어 낳은 아들이 '장수'였다. 마침 뒷산인 용마산(龍馬山)에서 용마가 욺으로써 '장수'가 났다는 소문이 퍼지고 이에 관헌들이 이웃 동네까지 와서 '장수'를 찾아다니는 것이었다. 뒤늦게 자기 아들이 '장수'인 것을 안 주인공은 발견되면 가족 전체가 화를 당할까 두려워한 나머지 '장수'를 눌러죽인다. 이에 충격을 받은 아내는 방에서 목매달아 죽고 주인공도 따라 자살한다. 그리하여 이 비극적인 세 사람은 용마를 타고 승천한다는 것이 이 작품의 줄거리이다.  작가 최인훈은 이 이야기를 통하여 자기들의 운명(運命)조차 짊어지고 나갈 힘이 없는 한국인의 고난에 찬 삶을 그리고 있다. 즉 지정학적으로 보아서 강대국의 틈바구니에 끼어 악정과 가난에 시달려 온 민족의 수난을 매우 비관주의적 각도에서 상징적으로 묘사한 것이다. 오영진(吳泳鎭)의 일련의 희극 작품이 신화문학의 희극적 비전에 속한다면 최인훈의 희곡은 비극적 비전에 속한다고 하겠다.